# Droga krajowa B433 (Niemcy)
Droga krajowa 433 (niem. Bundesstraße 433) – niemiecka droga krajowa przebiegająca w całości po terenie Hamburga i łączy drogę B5 przez lotnisko w Hamburgu z drogą B432 i dalej z autostradą A7 na węźle Hamburg-Schnelsen Nord.

Drogi w rejonie Hamburga